# Miluju vás
Miluju vás je název sedmého řadového alba pražské písničkářky Radůzy, které vyšlo 15. března 2010. Tvoří jej celkem 17 skladeb. Na albu se podíleli mimo jiné kytarista Peter Binder, bubeník Miloš Dvořáček, basista Jan Jakubec či Cimbálová muzika Stanislava Gabriela.
Album bylo nominováno na žánrovou cenu folk & country v cenách Anděl 2010.

## Seznam skladeb
1. „Na sudá a na lichá“ – 3:09
2. „Prostři stůl“ – 3:35
3. „Rixum pix“ – 2:37
4. „Jako zázrakem spíš“ – 3:56
5. „Du du du“ – 2:09
6. „Ještě poseď, starej brachu“ – 3:39
7. „Až půjdu po úbočí“ – 2:50
8. „Ale že musím“ – 2:49
9. „Chci oplakat to dobře (Bunes)“ – 3:01
10. „Čokoláda“ – 2:25
11. „Když zaduly žestě“ – 2:50
12. „Na Dříň“ – 1:15
13. „Ocelový břit“ – 3:21
14. „Už břízy zlátnou“ – 3:28
15. „Křídlovky“ – 3:01
16. „Do mandorly“ – 3:13
17. „Miluju vás“ – 2:18